# Pontiac Firebird

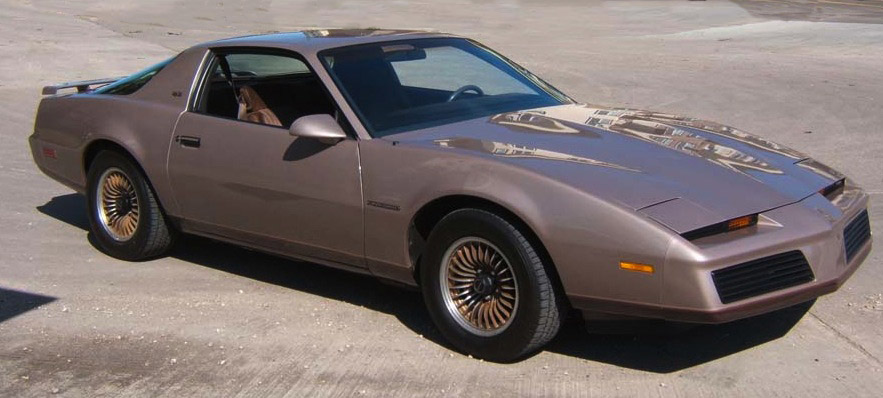
Az 1983-as Pontiac Firebird SE

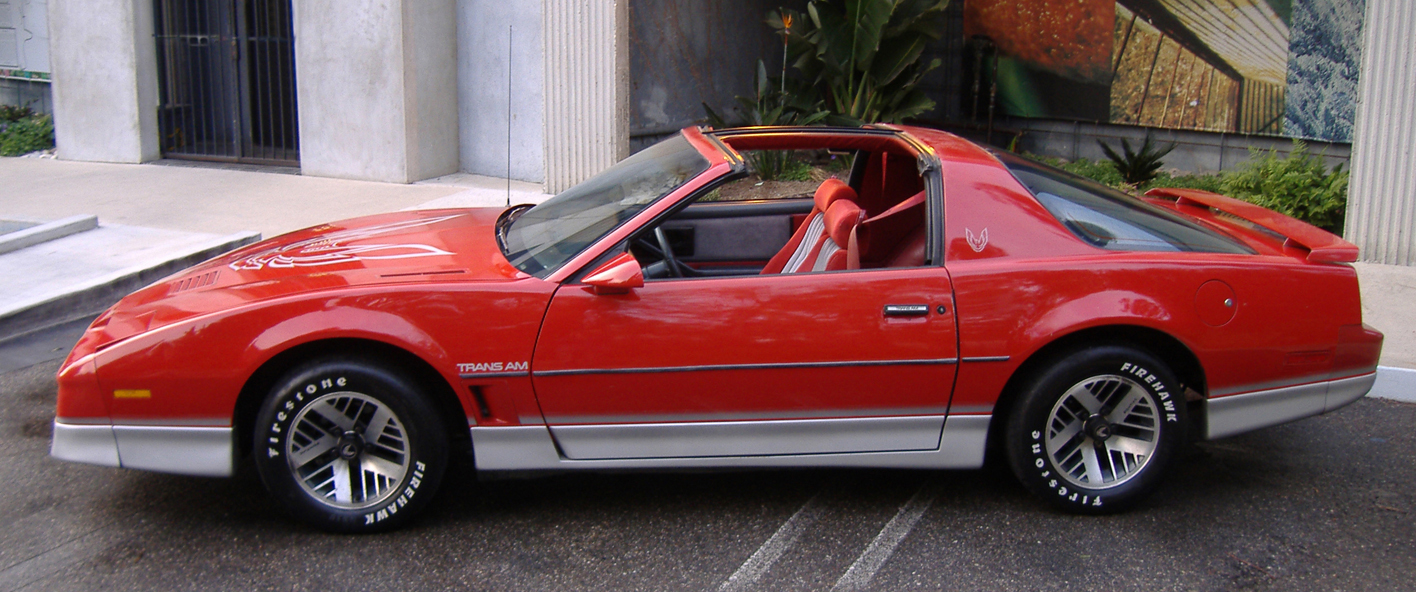
Egy harmadik generációs Pontiac Firebird 1985-ös gyártású Trans Am-je

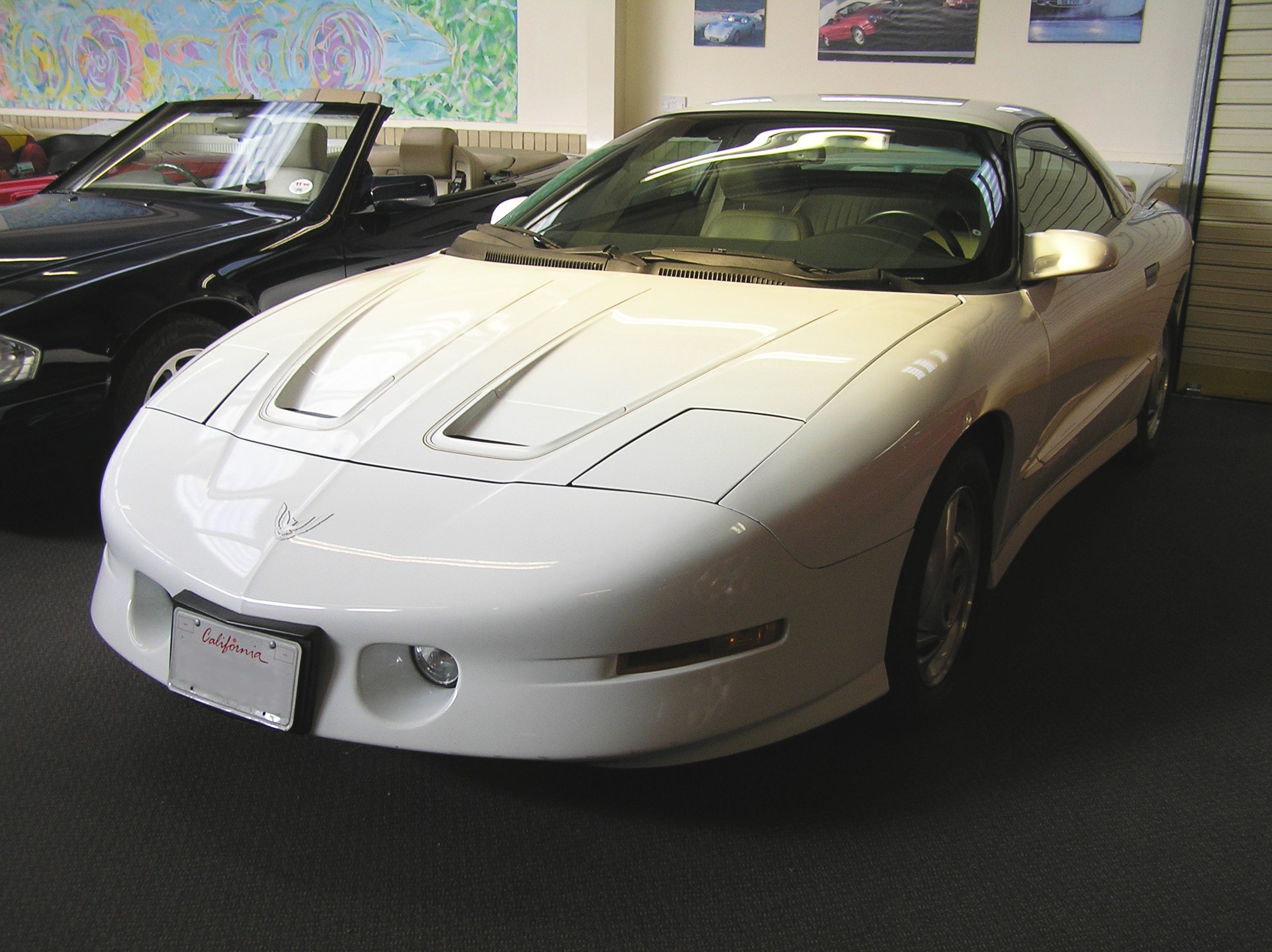
Egy negyedik generációs Pontiac Firebird

A Pontiac Firebird egy amerikai autótípus, amelyet a General Motors (GM) egyik vállalata, a michigan állambeli Pontiac gyártott, hogy piacot szerezzen az egyre növekvő számú izomautók (sportkupék) táborában. 1967 és 2002 között négy különböző generációjú Firebird született. Ezek az autómodellek a GM jól bevált F-Body karosszéria-padlólemezére épültek, amely a szintén GM tulajdonú Chevrolet vállalat Camaro modellje részére lett fejlesztve. Ugyanezen koncepcióban fejlesztette a Ford a Mustang padlólemezét az azonos modellévű Mercury Cougarnak, vagy ahogyan később a Volkswagen a VW Passat padlólemezét a Skoda Octavia-nak.
A Trans Am jelző a Pontiac Firebird egy modellváltozatát, felszereltségi csomagját takarta (hivatalos nevén Pontiac Firebird Trans Am), amelyet továbbfejlesztett menetstabilizálás, futómű és motorteljesítmény jellemzett. Apróbb, exkluzívabb módosítások különböztették meg a többi változattól a motorgépháztetőn, a mellső és hátsó lökhárítókon, a kerekek felnijein és ködfényszórókon. Mind a négy generációnak voltak saját Trans Am változatai, melyeket 1969 és 2002 között gyártottak. Nevével ellentétben hivatalos gyári versenyautótípusként sosem indították az észak-amerikai Trans-Am versenysorozatban.
Az első generációt 1968-tól gyártották.
A második generációs autókat 1970 és 1981 között gyártották, 1977-ben nagy sikerrel a Smokey és a Bandita című filmben is szerepelt.
A harmadik generációt 1982 és 1992 között gyártották, és ez a típus is szerepelt az Alphabet city című filmben. A nagy sikerű Knight Rider című televíziós sorozat automatikusan működő KITT autója is egy átalakított harmadik generációs Trans Am volt.
A negyedik generációs Trans Am az 1993-as modellévtől 1997-ig volt elérhető 275 és 305 lóerő közötti erőforrásokkal, az LT1-es alumínium hengerfejes small blocknak köszönhetően. Egy kisebb ráncfelvarrás után (tehát a facelift változat) az autó 1998 és 2002 között már kapható volt 325 lóerős motorral is. A V6 motorok (1993-1997) chevy 3,4-es 60° volt de már a facelifteseknek (1998-2002) buick 3,8-ast 90° pakoltak bele.